# الكتب الدراسية الفلسطينية

## الكتب الدراسية للصفوف الاساسية
الصفوف الاساسية تبدأ من الصف الاول وتنتهي بالصف العاشر
| الصف\الكتاب |                               |           |         |                                       |                                         |                 |             |        |        |                |                         |                       |
| الصف الاول  | لغتنا الجميلة(اللغة العربية)  | الرياضيات | English | التربية الاسلامية او التربية المسيحية | التربية الوطنية والحياتية               | *               | *           | *      | *      | *              | *                       | *                     |
| الصف الثاني | لغتنا الجميلة (اللغةالعربية)  | الرياضيات | English | التربية الاسلامية او التربية المسيحية | التربية الوطتية والحياتية               | *               | *           | *      | *      | *              | *                       | *                     |
| الصف الثالث | لغتنا الجميلة (اللغةالعربية)  | الرياضيات | English | التربية الاسلامية او التربية المسيحية | التربية الوطتية والحياتية               | العلوم والحياة  | *           | *      | *      | *              | *                       | *                     |
| الصف الرابع | لغتناالجميلة (اللغة العربية ) | الرياضيات | English | التربية الاسلامية او التربية المسيحية | التربية الوطتية والحياتية               | العلوم والحياة  | *           | *      | *      | *              | *                       | *                     |
| الصف الخامس | اللغة العربية                 | الرياضيات | English | التربية الاسلامية او التربية المسيحية | الدراسات الاجتماعية                     | العلوم والحياة  | النكنولوجيا | *      | *      | الفنون والحروف | التربية الرياضية (عملي) | *                     |
| الصف السادس | اللغة العربية                 | الرياضيات | English | التربية الاسلامية او التربية المسيحية | الدراسات الاجتماعية                     | العلوم والحياة  | النكنولوجيا | *      | *      | الفنون والحروف | التربية الرياضية (عملي) | *                     |
| الصف السابع | اللغة العربية                 | الرياضيات | English | التربية الاسلامية او التربية المسيحية | الدراسات الاجتماعية                     | العلوم والحياة  | النكنولوجيا | *      | *      | الفنون والحروف | التربية الرياضية (عملي) | التعليم المهني (عملي) |
| الصف الثامن | اللغة العربية                 | الرياضيات | English | التربية الاسلامية او التربية المسيحية | الدراسات الاجتماعية                     | العلوم والحياة  | النكنولوجيا | *      | *      | الفنون والحروف | التربية الرياضية (عملي) | التعليم المهني(عملي)  |
| الصف التاسع | اللغة العربية                 | الرياضيات | English | التربية الاسلامية او التربية المسيحية | الدراسات الاجتماعية                     | العلوم والحياة  | النكنولوجيا | *      | *      | الفنون والحروف | التربية الرياضية (عملي) | التعليم المهني(عملي)  |
| الصف العاشر | اللغة العربية                 | الرياضيات | English | التربية الاسلامية او التربية المسيحية | جغرافية فلسطين وتاريخها الحديث والمعاصر | العلوم الحياتية | النكنولوجيا | فيزياء | كيمياء | الفنون والحروف | التربية الرياضية (عملي) | العلوم المهنية(عملي)  |

## الكتب للصفوف الثانوية
الصفوف الثانوية تبدأ من الصف الحادي عشر الى الصف الثاني عشر وتتفرع الصفوف الثانوية الى عدة فروع منها الفروع الاساسية العلمي-والادبي والفروع المهنية منها الريادة والاعمال(التجاري)-الشرعي
| الصف\الكتاب                          | اللغة العربية(1) | اللغة العربية(2) | English | English Reading Plus | الرياضيات | التربية الاسلامية او التربية المسيحية | تكنولوجيا | الثقافة العلمية | جغرافية | تاريخ | كيمياء | علوم حياتية | فيزياء | محاسبة | الادارة والاقتصاد | مشاريع صغيرة | العقيدة | اساليب الدعوة | فقه اسلامي | علوم القران |
| الصف الحادي عشر-الفرع الادبي         |                  |                  |         |                      |           |                                       |           |                 |         |       | ☒      | ☒           | ☒      | ☒      | ☒                 | ☒            | ☒       | ☒             | ☒          | ☒           |
| ------------------------------------ | ---------------- | ---------------- | ------- | -------------------- | --------- | ------------------------------------- | --------- | --------------- | ------- | ----- | ------ | ----------- | ------ | ------ | ----------------- | ------------ | ------- | ------------- | ---------- | ----------- |
| الصف الحادي عشر-الفرع العلمي         |                  | ☒                |         | ☒                    |           |                                       |           | ☒               | ☒       | ☒     |        |             |        | ☒      | ☒                 | ☒            | ☒       | ☒             | ☒          | ☒           |
| الصف الحادي عشر-الفرع الشرعي         |                  |                  |         | ☒                    |           |                                       |           |                 | ☒       |       | ☒      | ☒           | ☒      | ☒      | ☒                 | ☒            |         |               |            |             |
| الصف الحادي عشر-فرع الريادة والاعمال |                  | ☒                |         | ☒                    |           |                                       |           | ☒               | ☒       | ☒     | ☒      | ☒           | ☒      |        |                   |              | ☒       | ☒             | ☒          | ☒           |
| الصف الثاني عشر-الفرع الادبي         |                  |                  |         |                      |           |                                       |           |                 |         |       | ☒      | ☒           | ☒      | ☒      | ☒                 | ☒            | ☒       | ☒             | ☒          | ☒           |
| الصف الثاني عشر-الفرع العلمي         |                  | ☒                |         | ☒                    |           |                                       |           | ☒               | ☒       | ☒     |        |             |        | ☒      | ☒                 | ☒            | ☒       | ☒             | ☒          | ☒           |
| الصف الثاني عشر -الفرع الشرعي        |                  |                  |         | ☒                    |           |                                       |           |                 | ☒       |       | ☒      | ☒           | ☒      | ☒      | ☒                 | ☒            |         |               |            |             |
| الصف الثاني عشر-فرع الريادة والاعمال |                  | ☒                |         | ☒                    |           |                                       |           | ☒               | ☒       | ☒     | ☒      | ☒           | ☒      |        |                   |              | ☒       | ☒             | ☒          | ☒           |